# Opernballdemo

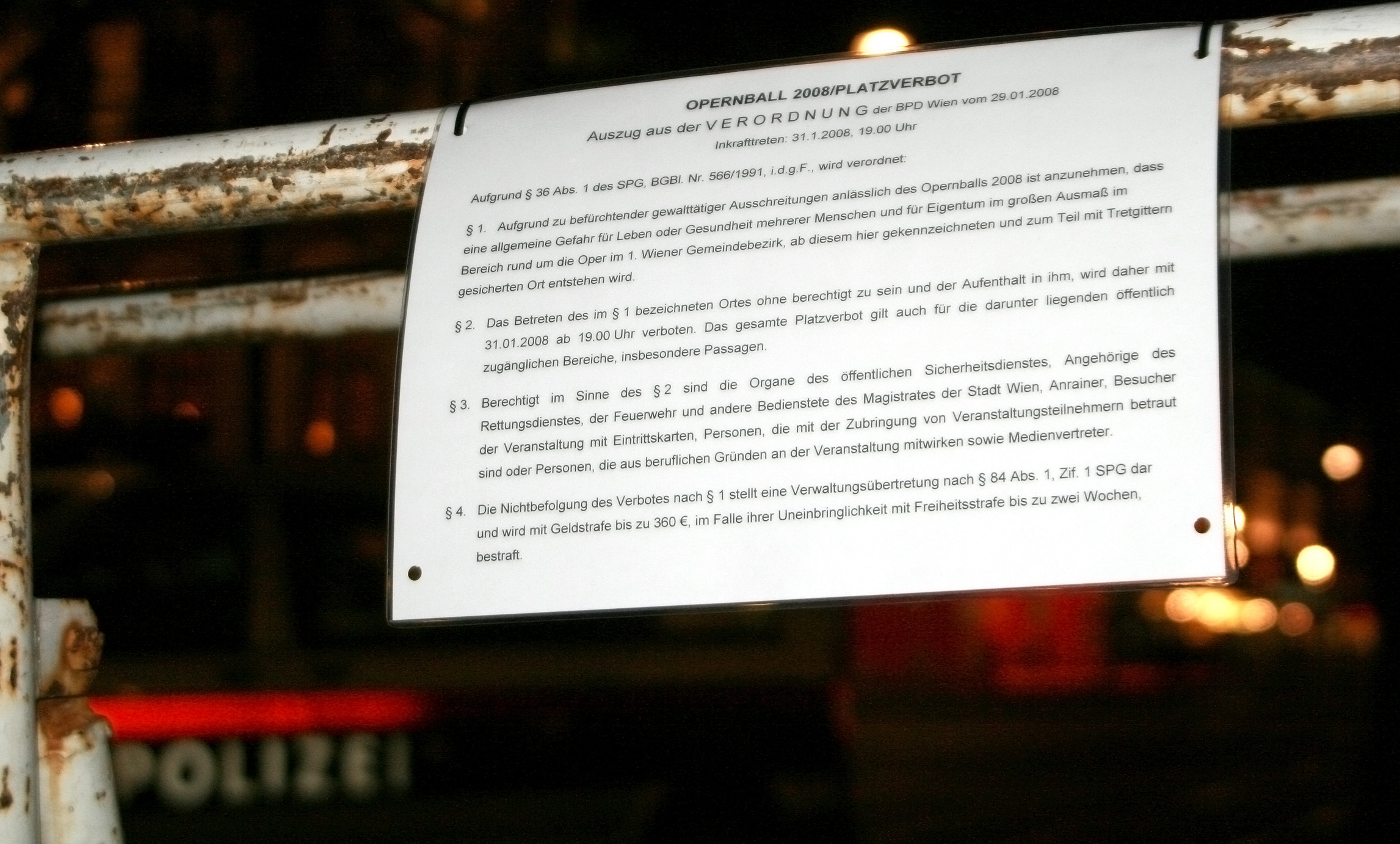
Polizeiliches Platzverbot in der Umgebung der Oper während des Opernballs 2008

Als Opernballdemo (seltener Anti-Opernballdemo) werden Demonstrationen bezeichnet, die sich gegen den Wiener Opernball richten, aber auch gegen gleichartige Veranstaltungen in anderen Städten. Im Rahmen dieser Demonstrationen kam es Anfang der 2000er-Jahre zu Straßenschlachten zwischen der Polizei und Opernballgegnern.
Seit 2017 werden die Opernballdemos von der Kommunistischen Jugend Österreichs (KJÖ) organisiert und verliefen seitdem friedlich.

## Die Anfänge
Die erste Opernballdemo fand 1987 aus Protest gegen die geplante Wiederaufarbeitungsanlage Wackersdorf für atomare Brennstoffe im bayerischen Wackersdorf statt. Sie richtete sich gegen den Besuch des bayerischen Ministerpräsidenten Franz Josef Strauß, der als Gast des Wiener Opernballs angekündigt war.
Die Grüne Alternative Wien meldete für den 26. Februar 1987 eine Kundgebung vor der Oper an. Als die Polizei einen Zaun aus Wackersdorf, den eine Salzburger Bürgerinitiative als symbolischen Protest gegen Franz Josef Strauß aufgestellt hatte, abtransportieren wollte, eskalierte die Situation. Gegen 22 Uhr begann die Polizei mit dem Einsatz von Schlagstöcken vorzugehen und versuchte die aus rund 500 Menschen bestehende Demonstration aufzulösen. Ab diesem Zeitpunkt leisteten die Demonstranten aktive Gegenwehr. Die österreichische Presse berichtete am nächsten Tag ausführlich von den Krawallen.
Im darauf folgenden Jahr versuchte ein Personenkomitee „Anti-Opern-Ball“ eine Demonstration für den 11. Februar 1988, dem Tag des Opernballs, anzumelden. Nachdem die Medien schon im Vorfeld über mögliche Krawalle berichteten, untersagte die Polizei die angemeldete Kundgebung. Am Nachmittag des 11. Februars spannten Aktivisten eine Kette über die Wiener Ringstraße und blockierte so den innerstädtischen Verkehr, um gegen die polizeiliche Untersagung der Kundgebung zu protestieren. Über 3.000 Menschen fanden sich trotz des Demonstrationsverbots am Abend in der Wiener Innenstadt ein, um gegen den Opernball zu demonstrieren. Bis nach 22 Uhr verlief die Demonstration friedlich. Dann fuhr ein Polizeiauto aus bisher nicht geklärten Gründen in eine Menschengruppe. Eine Frau blieb verletzt unter dem Auto liegen.

## Nach der Räumung der Aegidigasse
Die Räumung eines besetzten Hauses in der Aegidigasse führte zu einer Steigerung der Militanz während der Opernballdemonstrationen 1989 und 1990, ausgehend sowohl von der Polizei, als auch von autonomen Aktivisten.
Am 2. Februar 1989 fand wieder eine Opernballdemo mit mehreren tausend Teilnehmern statt. Diesmal stand sie unter dem Motto „Eat the rich!“. Auch in diesem Jahr wurde die Demonstration von der Polizei gewaltsam aufgelöst. Im Verlauf kaperten Demonstranten den Mercedes eines Opernballbesuchers und schoben ihn mehrmals in Tretgitter, hinter denen sich die Polizisten befanden. Die Polizei setzte Schlagstöcke und einen Wasserwerfer ein. 60 Teilnehmer mussten verletzt ins Krankenhaus gebracht werden, mehrere Polizisten wurden ebenfalls wieder verletzt. Mehrere Menschen wurden festgenommen, der Polizei wurden Misshandlungen bei und nach Festnahmen vorgeworfen. Der Fahrer eines LKWs, der die Demonstration begleitete, wurde von der Polizei verhaftet und musste mehrere Wochen in U-Haft verbringen. Es kam zu einigen Verurteilungen von Demonstranten wegen Widerstandes gegen die Staatsgewalt. Die gestiegene Gewaltbereitschaft der Demonstranten ließ auch die Polizei entsprechend reagieren. Grüne, Autonome usw. beschwerten sich oft über die „unverhältnismäßige Polizeigewalt“ gegen Demonstranten. In der Öffentlichkeit wurden „Die Grünen“ kritisiert, als „demokratische Partei die mit den Gewalttätern sympathisiere und sie verteidige“ bzw. „das Sicherheitssystem Österreichs mit unbestätigten Vorwürfen in Verruf bringe“.

## 1990er Jahre
Die Opernballdemo am 22. Februar 1990 wurde mehrfach von Hooligans und Skinheads mit Schlagstöcken, Leuchtraketen und Messern angegriffen. Gegen 22 Uhr versucht die Polizei ebenso wie im Jahr davor die Demonstration gewaltsam aufzulösen. In der Folge kommt es noch stundenlang zu Kämpfen zwischen Demonstranten und der Polizei. Die Scheiben einer Supermarkt-Filiale wurden eingeschlagen und das Geschäft zum Teil geplündert. Es gab dutzende Verletzte, 30 Personen wurden festgenommen und zum Teil länger in Haft behalten.
Im Jahr 1991 wurde der Opernball wegen des Golfkriegs abgesagt. Die Gegendemonstration fand trotzdem mit rund 300 Teilnehmern statt. Diese wurde von der Polizei eingekesselt und einzeln durchsucht. In den folgenden Jahren wurden immer wieder Demonstrationen für den Tag des Wiener Opernballs angemeldet. Es beteiligten sich aber durchweg weniger als 200 Menschen, in den späten 90er Jahren fanden in manchen Jahren gar keine Kundgebungen mehr statt.

## Protestbewegung nach 2000
Erst im Jahr 2000, nach der Angelobung der aus ÖVP und FPÖ bestehenden Bundesregierung entstand eine große Protestbewegung, in deren Rahmen auch die Opernballdemo reaktiviert wurde. So überschnitt sich die Opernballdemo 2000 mit der am gleichen Tag stattfindenden Donnerstagsdemonstration gegen die schwarz-blaue Regierung. Zwischen 12.000 und 15.000 Menschen beteiligten sich. Gegen 22.00 Uhr ließ sich der mit NS-Uniform und Schnurrbart als Adolf Hitler verkleidete Schauspieler Hubsi Kramar in einer Limousine zur Staatsoper chauffieren, stieg aus und betrat das Opernhaus. Auf der Treppe zum Zuschauerraum wurde er festgenommen, kurz darauf auch sein Chauffeur, bei dem es sich ebenfalls um einen Schauspieler handelte. Im Anschluss an die Demonstration kam es zu vereinzelten Auseinandersetzungen mit Polizeikräften.
Die Opernballdemo im Jahr 2001 erinnerte an die 1980er Jahre, sowohl was die Teilnehmerzahlen anbelangt als auch was das Vorgehen der Demonstranten und der Polizei betrifft. Diesmal kam es bereits vor 22 Uhr zu einem Schlagstockeinsatz gegen die etwa 2000 Demonstranten nach mehreren Ausschreitungen durch Gewalttäter. Mehr als 40 Menschen wurden festgenommen. In den frühen Morgenstunden wurde in weiterer Folge das Ernst-Kirchweger-Haus in Wien-Favoriten von der Polizei gestürmt und nach Waffen durchsucht. Auch die Türen der im Ernst-Kirchweger-Haus befindlichen TATblatt-Redaktion wurden aufgebrochen, mehrere Redaktionscomputer angeblich zerstört. Außerdem zerstörten vermummte Demonstranten Schaufenster von Geschäften in der Kärntner Straße.
Die Opernballdemo im darauffolgenden Jahr verlief vergleichsweise ruhig. Nach der Eskalation im Vorjahr begleitete ein Kamerateam der Wiener Grünen die Demo um eventuelle Polizeiübergriffe auf Video zu dokumentieren.
Die Opernballdemos der Jahre 2003 und 2004 richteten sich neben den Protest gegen die schwarz-blaue Regierung vor allem gegen den Irakkrieg. 2010 gab es keine Demonstration gegen den Opernball. Nennenswerte Demonstrationen in den Folgejahren 2011 bis 2014 sind nicht bekannt. 2011 demonstrierten etwa nur sechs Personen, 2016 waren es neun Personen der Kommunistischen Jugend Österreichs (KJÖ).
2017 und 2018 fanden wieder größere Opernballdemos statt. Diese Demos wurden von der KJÖ organisiert. Im Jahr 2019 war keine Opernballdemo angemeldet.
2023 hat die KJÖ erstmals seit 2018 wieder eine Opernballdemo organisiert. Es wurden 200 Personen angemeldet, laut Polizei nahmen dann aber über 500 Personen an der Demonstration teil.